# Norica Câmpean
Norica Câmpean (Unchiaș după căsătorie, n. 22 martie 1972, Teiuș, România) este o fostă mărșăluitoare română.

## Carieră
Sportiva a participat de trei ori la Jocurile Olimpice. La Jocurile Olimpice din 1996 de la Atlanta s-a clasat pe locul 28 în proba de 10 km marș. La Jocurile Olimpice din 2000 de la Sydney a obținut locul 6 la 20 km marș și la Jocurile Olimpice din 2004 de la Atena a ajuns pe locul 27.
Printre performanțele notabile se numără locul 9 la Campionatul European în sală din 1994, medalia de bronz la Cupa Mondială la Marș din 1999 și locul 6 la Campionatul Mondial din 2001.
Ea este multiplă campioană natională și deține recordul național la 10 km marș.
În 2004 ea a primit Medalia „Meritul Sportiv” clasa a II-a.

## Realizări
| An   | Competiție                   | Locație                    | Loc | Eveniment | Note     |
| ---- | ---------------------------- | -------------------------- | --- | --------- | -------- |
| 1994 | Campionatul European în sală | Paris, Franța              | 9   | 3000 m    | 12:24,04 |
| 1994 | Campionatul European         | Helsinki, Finlanda         | —   | 10 km     | DS       |
| 1995 | Campionatul Mondial          | Göteborg, Suedia           | 19  | 10 km     | 44:46    |
| 1996 | Jocurile Olimpice            | Atlanta, Statele Unite     | 28  | 10 km     | 46:19    |
| 1997 | Cupa Mondială la Marș        | Poděbrady, Cehia           | 16  | 10 km     | 43:21    |
| 1998 | Campionatul European         | Budapesta, Ungaria         | —   | 10 km     | DS       |
| 1999 | Cupa Mondială la Marș        | Mézidon-Canon, Franța      | 3   | 20 km     | 1:27:48  |
| 1999 | Campionatul Mondial          | Sevilla, Spania            | —   | 20 km     | NT       |
| 2000 | Cupa Europeană la Marș       | Eisenhüttenstadt, Germania | 6   | 20 km     | 1:28:59  |
| 2000 | Jocurile Olimpice            | Sydney, Australia          | 6   | 20 km     | 1:31:50  |
| 2001 | Cupa Europeană la Marș       | Dudince, Slovacia          | 6   | 20 km     | 1:29:25  |
| 2001 | Campionatul Mondial          | Edmonton, Canada           | 6   | 20 km     | 1:30:39  |
| 2002 | Cupa Mondială la Marș        | Torino, Italia             | 10  | 20 km     | 1:31:41  |
| 2002 | Campionatul European         | München, Germania          | —   | 20 km     | DS       |
| 2003 | Cupa Europeană la Marș       | Ceboksarî, Rusia           | 7   | 20 km     | 1:30:27  |
| 2003 | Campionatul Mondial          | Paris, Franța              | —   | 20 km     | DS       |
| 2004 | Cupa Mondială la Marș        | Naumburg, Germania         | 13  | 20 km     | 1:29:51  |
| 2004 | Jocurile Olimpice            | Atena, Grecia              | 27  | 20 km     | 1:34:30  |
| 2005 | Cupa Europeană la Marș       | Miskolc, Ungaria           | 15  | 20 km     | 1:33:30  |
| 2006 | Cupa Mondială la Marș        | La Coruña, Spania          | 24  | 20 km     | 1:33:03  |

## Recorduri personale
| Probă               | Performanță | Dată           | Locație       |
| ------------------- | ----------- | -------------- | ------------- |
| 10 km marș          | 42:16 RN    | 9 mai 1999     | Calella       |
| 20 km marș          | 1:27:48     | 2 mai 1999     | Mézidon-Canon |
| 3000 m marș în sală | 12:24,04    | 11 martie 1994 | Paris         |